# Ловець у житі
«Ловець у житі», або «Над прірвою у житі» (англ. The Catcher in the Rye) — роман американського письменника Джерома Селінджера. Цей твір, над яким автор, як стверджують критики, працював під час війни, є центральним у прозі Селінджера. Номер 15 у Рейтингу 100 найкращих книг усіх часів журналу Ньюсвік. Роман перекладений багатьма мовами і поширений у світі великими накладами.
Автор вибирає форму роману-сповіді, найекспресивнішу з можливих романних форм. Тільки-но вийшовши з друку, твір здобуває прихильність читачів і вже через кілька місяців посідає перше місце у списку американських бестселерів.
Роман набув величезної популярності — особливо серед молоді — і справив істотний вплив на світову культуру другої половини XX століття. Цікаво, що кожне покоління молодих американців сприймало книгу по-своєму — від нігілізму до утвердження гуманістичних ідеалів. Щорічно продається понад мільйон примірників книги (всього більше 65 млн від першого видання).

## Сюжет

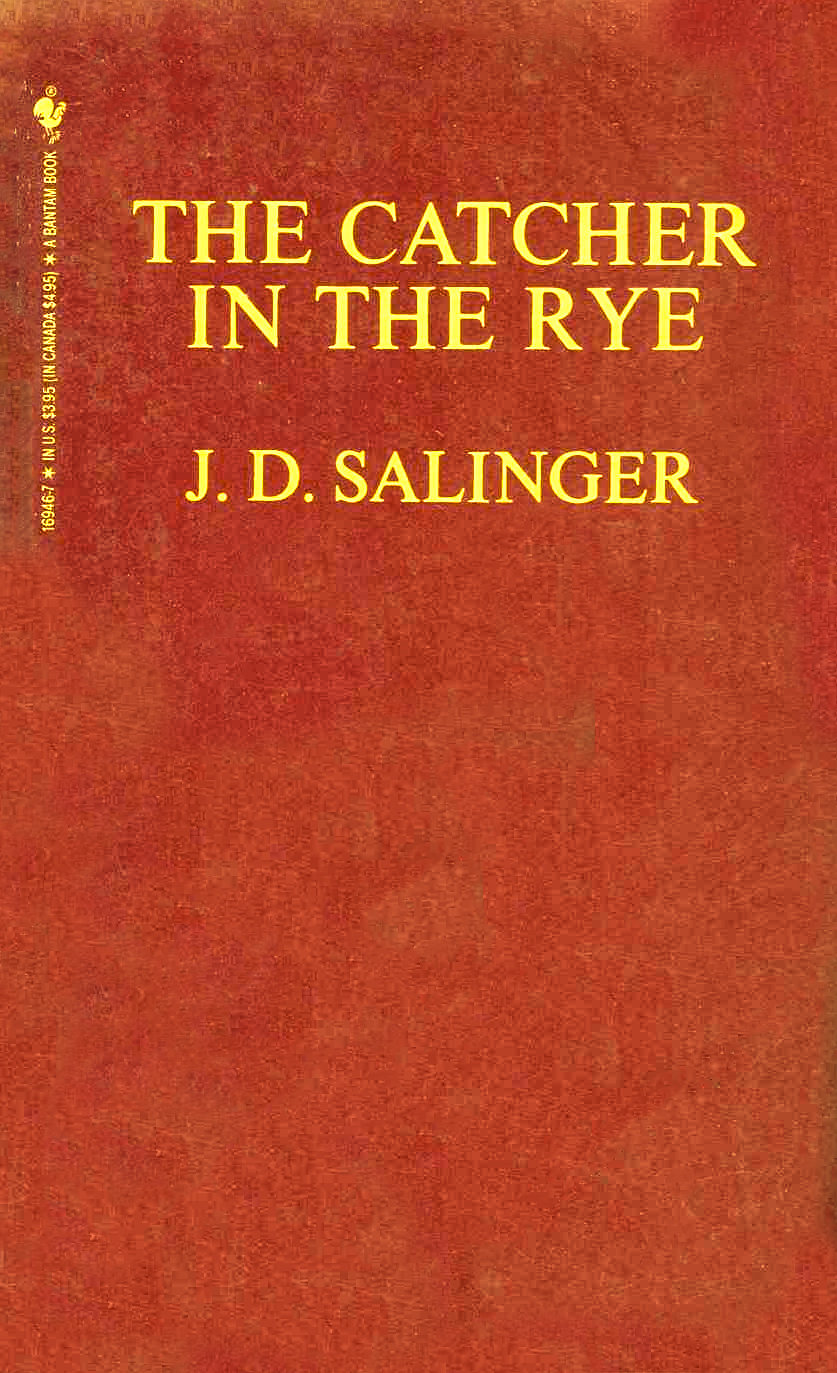
Обкладинка англомовного видання

У романі від імені 16-річного підлітка Голдена Колфілда у вельми відвертій формі розповідається про загострене сприйняття американської дійсності й неприйняття загальних канонів і моралі сучасного суспільства.
Сімнадцятирічний Голден Колфілд, головний герой твору, перебуваючи на лікуванні у туберкульозному диспансері, розповідає про те, що сталося майже рік тому, коли йому було шістнадцять років. Автор знайомить нас з героєм у час гострої моральної кризи, коли зіткнення з навколишнім світом стає для Голдена особливо нестерпним. Стається так, що після багатьох нагадувань і попереджень Голдена виключають за неуспішність із Пенсі, привілейованої школи, — попереду в нього нерадісний шлях додому до Нью-Йорка. Насправді його вже виключали з тої самої причини з трьох інших коледжів. Окрім того, Голден не зміг упоратися з роллю капітана шкільної команди: через неуважність він залишив у метро все спортивне спорядження своїх товаришів, і всій команді довелося ні з чим повертатися до рідної школи. По-третє, сам Голден дає підстави для складних відносин з товаришами. Він дуже сором'язливий, нелюб'язний, часто буває просто грубим, компенсуючи власну вразливість насмішкуватим тоном у розмовах з товаришами.
Але понад усе Голдена вражає відсутність елементарної людяності у стосунках між людьми. Навколо обман і лицемірство, «липа», як каже сам Голден.
Він тяжко потерпає через безвихідь, приреченість усіх своїх спроб побудувати життя на справедливості та відвертості. Вчитись для того, щоб «працювати у якій-небудь конторі, їздити на роботу в машині або автобусах по Медісон-авеню і читати газети, і грати в бридж усі вечори, і ходити в кіно», — таким нудним уявляється Голдену життя більшості забезпечених американців. Але таке життя для нього неприйнятне. Звідси його самотність, внутрішня ізоляція від навколишнього світу, повний розлад відносно головних життєвих цінностей, небажання підлаштовуватись під світ дорослих.
Голден дуже боляче переживає перехід зі світу дитячого, відкритого і демократичного, у світ дорослий, повний умовностей і розмежувань. Голден мріє врятувати дітей від прірви дорослішання, недаремно дещо змінені слова Р. Бернса «Якщо ти ловив когось увечері в житі» винесені в назву книги.
Понад усе Голден боїться стати таким, як дорослі, пристосуватися до навколишньої неправди, тому він і повстає проти того, що здається йому «показухою».
У свій час Голден пережив те, що переживає кожен підліток його віку. Йому здається, що світ повстає проти нього, що все навколо — холодне й бездушне. Ця співзвучність підліткових почувань героя захоплює кожне нове покоління підлітків, що переживає подібну драму. Адже вони знаходять у переживаннях Голдена думки й почуття, подібні до своїх власних.

## Цікаві факти
Твір набув скандального висвітлення зокрема через убивство учасника The Beatles Джона Леннона. Коли поліція приїхала на місце події, вбивця (Марк Девід Чепмен) тримав у руках примірник роману. Згодом він заявив, що заклик убити Джона Леннона відшукав на сторінках книги, втім його визнали осудним.

## Переклади українською
Перший переклад цього твору українською мовою вийшов у роки СРСР під назвою «Над прірвою у житі», що є аналогом назви російського видання (рос. «Над пропастью во ржи»). Перевидання перекладу 2010 року вийшло вже під назвою «Ловець у житі», що більш дослівно передає оригінальну назву англійською.
Назва книжки пов'язана з фантазійними ́образами, що виникають в уяві головного героя, коли він чує рядок з відомого вірша Роберта Бернза:

| (…) я собі уявляв, як табунець малечі грається серед поля — кругом жито й жито, куди не глянь. Тисячі дітлахів, і довкола — жодної людини, тобто жодної дорослої людини. Крім мене, звичайно. А я стою на краю страшнющої прірви. Нібито я повинен ловити малюків, якщо вони підбіжать дуже близько до прірви. Бо вони граються, гасають і не дивляться, куди біжать. А я повинен звідкись вискакувати й ловити їх, щоб не зірвались у прірву. Оце й усе, що я маю цілий день робити. Стерегти дітей над прірвою в житі. Дурниці, звичайно, я знаю, але це — єдине, чого мені хочеться по-справжньому. Дурниці, звичайно. |
Переклади:
- Джером Д. Селінджер. Над прірвою у житі.//Дж.Д.Селінджер. Над прірвою у житі: Повісті, оповідання./Переклад з англійської: Олекси Логвиненка. К.: Молодь, 1984. — 272 с. — С.: 3-172. [Архівовано 27 червня 2010 у Wayback Machine.] ознайомитися
  - (передрук) Джером Д. Селінджер.  Над прірвою у житі. /Переклад з англійської: Олекси Логвиненка. Київ: Котигорошко, 1993. — 272 с. ISBN 5-02-016582-8 (серія «Шкілька бібліотека»)
  - (передрук) Дж. Д. Селінджер. Ловець у житі. /Переклад з англійської: Олекси Логвиненка. Художнє оформлення Є. В. Вдовиченко. — Харків: Фоліо, 2010. — 317 с. ISBN 978-966-03-2960-7
  - (передрук) Дж. Д. Селінджер. Ловець у житі. /Переклад з англійської: Олекси Логвиненка. Художнє оформлення Є. В. Вдовиченко. — Харків: Фоліо, 2012. — 317 с. ISBN 978-966-03-2960-7
  - (передрук) Дж. Д. Селінджер. Ловець у житі. /Переклад з англійської: Олекси Логвиненка. — Харків: КСД, 2015. — 256 с. ISBN 978-966-14-8783-2
  - (передрук) Дж. Д. Селінджер. Ловець у житі. /Переклад з англійської: Олекси Логвиненка. — Харків: КСД, 2016. — 256 с. ISBN 978-966-14-8783-2